# Schweizerische Industrie Gesellschaft

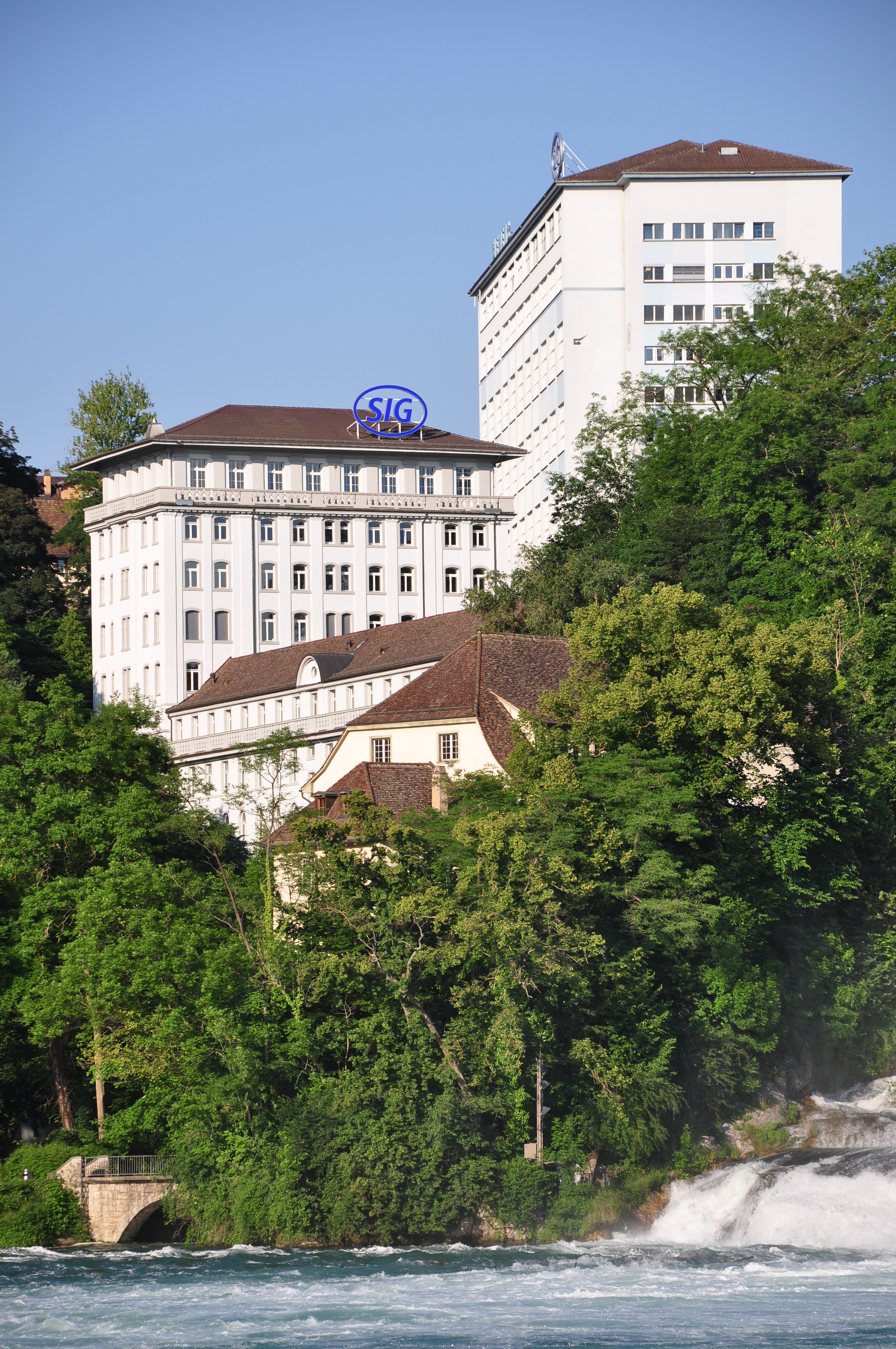
SIG buildings in Neuhausen am Rheinfall (Switzerland)

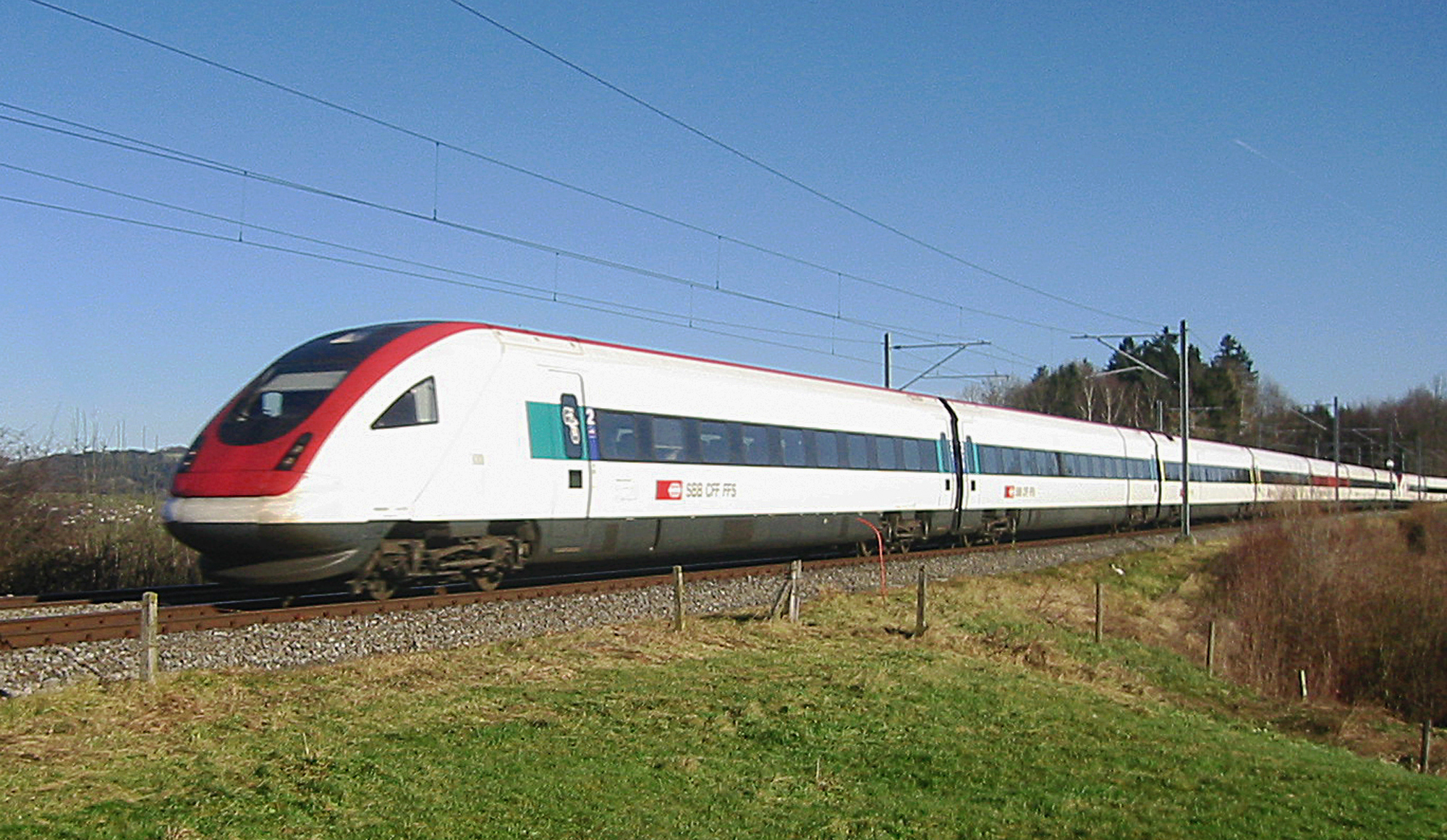
SBB RABDe 500

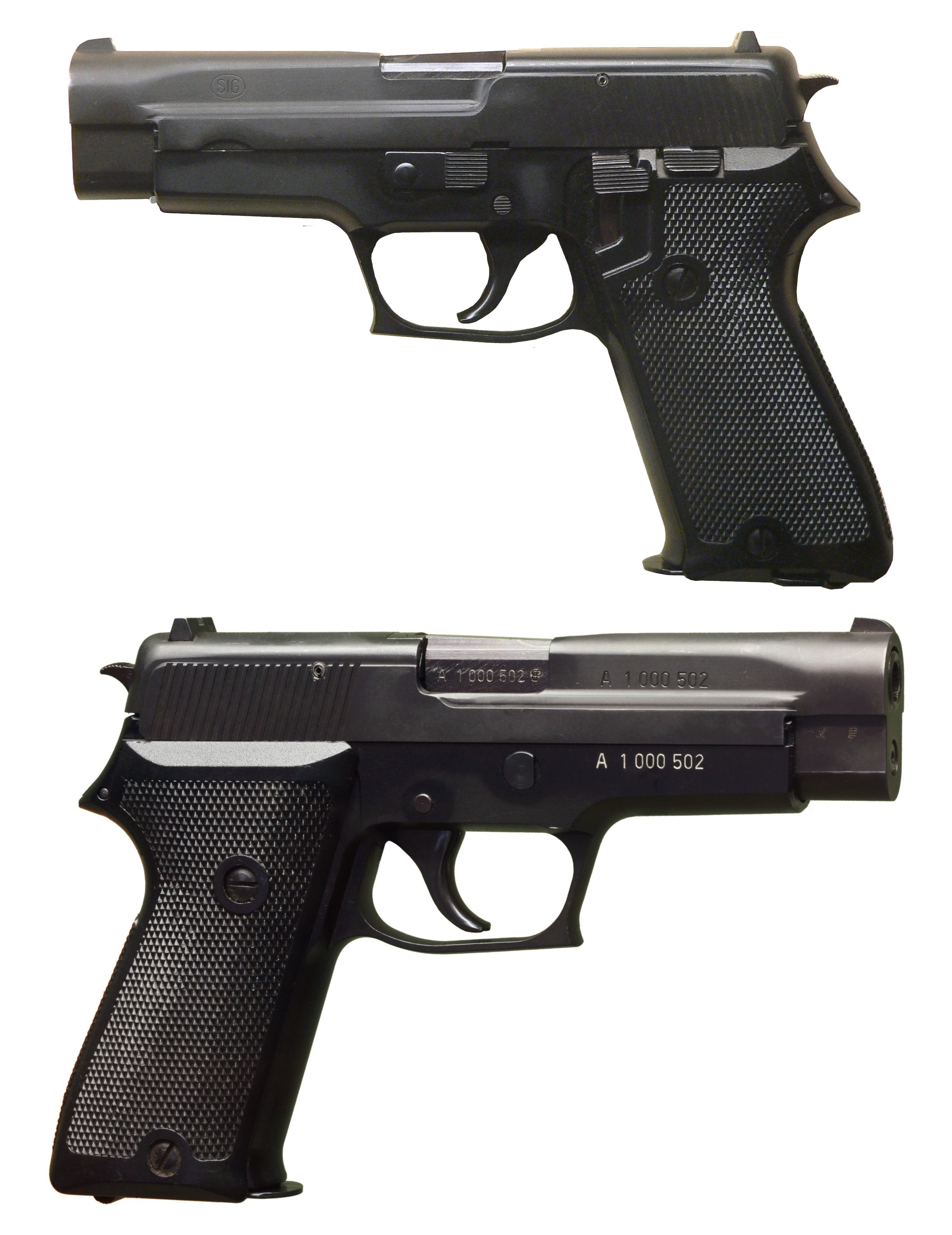
SIG P220

Schweizerische Industrie Gesellschaft (en alemán, Compañía Industrial Suiza), o SIG, es el antiguo nombre de SIG Holding AG, una compañía suiza presente en diversos mercados durante más de 150 años de actividad. Desde el año 2000 la Sociedad ha cambiado en forma estratégica, orientándose a la tecnología de embalaje. Hoy en día cuenta con una división SIG: SIG Combibloc, especializada en cartón aséptico.
Desde el 5 de noviembre de 2007, SIG Holding AG es parte del Reynolds Group Holdings Ltd., la compañía de inversión privada del empresario Graeme Hart.

## Ferrocarriles
SIG fue fundada en 1853, en Neuhausen am Rheinfall (Cantón de Schaffhausen, Suiza), como fabricante de vagones ferroviarios. A fines de la década de 1970, SIG fue uno de los dos fabricantes del último tranvía de Toronto, el CLRV L1. Sólo los primeros seis coches fueron fabricados por SIG, el resto lo fueron por UTDC. El sistema de inclinación del SBB RABDe 500 fue desarrollado por SIG. La marca ferroviaria de SIG fue vendida en 1995 a FIAT y en 2000 a Alstom, en la actualidad los únicos componentes se fabrican en los talleres de Neuhausen.